# Кубок Вызова Липтона
Кубок Вызова Липтона (Lipton Challenge Cup) — футбольный турнир, в котором соревновались команды Юга Италии и Сицилии. По правилам, трофей окончательно переходил на вечное хранение команде, которая выигрывала турнир 5 раз, этой командой стал клуб «Палермо».

## История
Турнир был организован сэром Томасом Липтоном в 1909 году (также Томас Липтон организовал Кубок Липтона и Трофей Сэра Томаса Липтона), он должен был заменить Кубок Вызова Уитакера.

## Финалы
| Год  | Чемпион | Финалист              | Счет |
| 1909 | Наплес  | Палермо               | 4-2  |
| 1910 | Палермо | Наплес                | 4-1  |
| 1911 | Наплес  | Палермо               | 2-1  |
| 1912 | Палермо | Наплес                | 6-0  |
| 1913 | Палермо | Интернационале Наполи | 5-0  |
| 1914 | Палермо | Наплес                | 2-1  |
| 1915 | Палермо | Интернационале Наполи | 2-1  |